# 八幡えつこ
八幡 えつこ（やわた えつこ、本名：石原 悦子（いしはら えつこ、旧姓・八幡）1979年10月8日 -  ）は、日本の元タレント。栃木県出身。
夫は広島東洋カープに所属していた元プロ野球選手の石原慶幸。

## 来歴・人物
（旧）イエローキャブに所属してグラビアアイドルとして活動。2004年にRUFに移籍、2005年に芸能界を引退した。
2012年11月、石原慶幸と結婚したことが報道された。
趣味：ゴルフ、料理
特技：大型自動二輪、普通自動車、カラーセラピー、着物着付け、生け花。

## 出演

### テレビ
- TX
  - 芹澤信雄&東尾理子のゴルフショウダウン
  - 平尾昌晃チャリティゴルフ
- BS朝日
  - メゾン・ド・デジタル
- SKY PerfecTV ch279
  - parlor 黄色娘(イエローガールズ)

他多数

### 映画
- プレイガール（2003年4月、東映）- 白バイ隊員の篠原文 役
- 兇健と呼ばれた男（2003年、Vシネマ）

### CM
- バイク王（ガリバーインターナショナル）
- もろみ酢（オリエックス）

### ラジオ
- モバHO!

### DVD
- treasure vol.2 「Surrender」（2002年4月20日、ビデオメーカー）
- Final Beauty （2002年5月25日、ハピネット・ピクチャーズ）
- 裸足の女神 （2002年8月20日、ラインコミュニケーションズ）
- ETSUKO in TOKYO （2003年3月27日、日本メディアサプライ）-「ウォーターフロント殺人事件」なるDVDゲームも入っている。
- 八幡えつこの温泉に行こう!! （2003年9月26日、ドリームエッグス）
- moist （2004年1月25日、イーネットフロンティア）

### 写真集
- ECHO（2002年4月、竹書房、撮影：上野勇）ISBN 978-4812408841